# L'Aventurier (album)
Pour les articles homonymes, voir L'Aventurier.
Albums par Indochine
Le Péril Jaune
(1983)
Singles
1. Dizzidence Politik / Françoise (Qu'Est-Ce Qui T'A Pris ?)
Sortie : février 1982
2. L'Aventurier / Indochine (Les 7 Jours De Pékin)
Sortie : janvier 1983

L'Aventurier est le premier album studio du groupe de rock français Indochine. 
Enregistré au studio d'Aguesseau de Paris en septembre 1982, il sort le 15 novembre 1982 et s'écoule à plus de 250 000 exemplaires grâce aux singles Dizzidence Politik et L'Aventurier. 
Avec sa pochette constituée de vignettes d'inspiration BD, celui-ci est surtout connu pour la chanson éponyme, premier grand succès du groupe et référence à l'univers de Bob Morane.
Pour l'anecdote, le studio d'Aguesseau de Paris n'avait été réservé par leur producteur exécutif Didier Guinochet que pour enregistrer une nouvelle version de leur premier single Dizzidence Politik. Disposant de cinq maquettes déjà prêtes, le groupe décide de les enregistrer en douce. Après écoute du résultat, les membres obtiennent la sortie d'un mini LP de six titres. Un premier mixage réalisé au studio d'Auteuil de Paris ne leur donnant pas satisfaction, la bande arrache l'accord de leur producteur pour aller mixer à Londres dans le célèbre studio Red Bus.
L'album comprend une reprise de Jacques Dutronc, L'Opportuniste, titre interprété quatorze ans plus tôt. La version de Dizzidence Politik qui conclut l'album n'est pas celle figurant sur le premier 45 tours du groupe, mais une version réenregistrée et rallongée intitulée Pacifik Version. Le titre Françoise (Qu'est-ce qui t'a pris ?), face B du single Dizzidence Politik, n'apparaissait pas sur la version vinyle originale de l'album. Il figurait par contre sur l'édition K7 comme titre bonus. En 1988, il a été repris pour l'édition CD.

## Liste des titres
| 1.    | L'Aventurier                         | Nicola Sirkis    | Dominique Nicolas             | 3:49 |
| 2.    | L'Opportuniste                       | Jacques Lanzmann | Anne Segalen, Jacques Dutronc | 2:23 |
| 3.    | Leïla                                | Nicola Sirkis    | Dominique Nicolas             | 3:54 |
| 4.    | Docteur Love                         | Nicola Sirkis    | Dominique Nicolas             | 2:31 |
| 5.    | Indochine (Les sept jours de Pékin)  | Nicola Sirkis    | Dominique Nicolas             | 2:25 |
| 6.    | Dizzidence Politik                   | Nicola Sirkis    | Dominique Nicolas             | 4:15 |
| 7.    | Françoise (Qu'est-ce qui t'a pris ?) | Nicola Sirkis    | Dominique Nicolas             | 2:35 |
| 20:32 |                                      |                  |                               |      |

## Crédits
- Enregistré au studio d'Aguesseau à Paris en Septembre 1982
- Ingénieurs du son : Patrick Chevalot et Stéphane Meer
- Mixé au studio Red bus à Londres par Simon Scoffield
- Production réalisation : Indochine et Patrice Le Morvan
- Producteur exécutif : Didier Guinochet
- Conception pochette : Marion Bataille